# 바투타라산

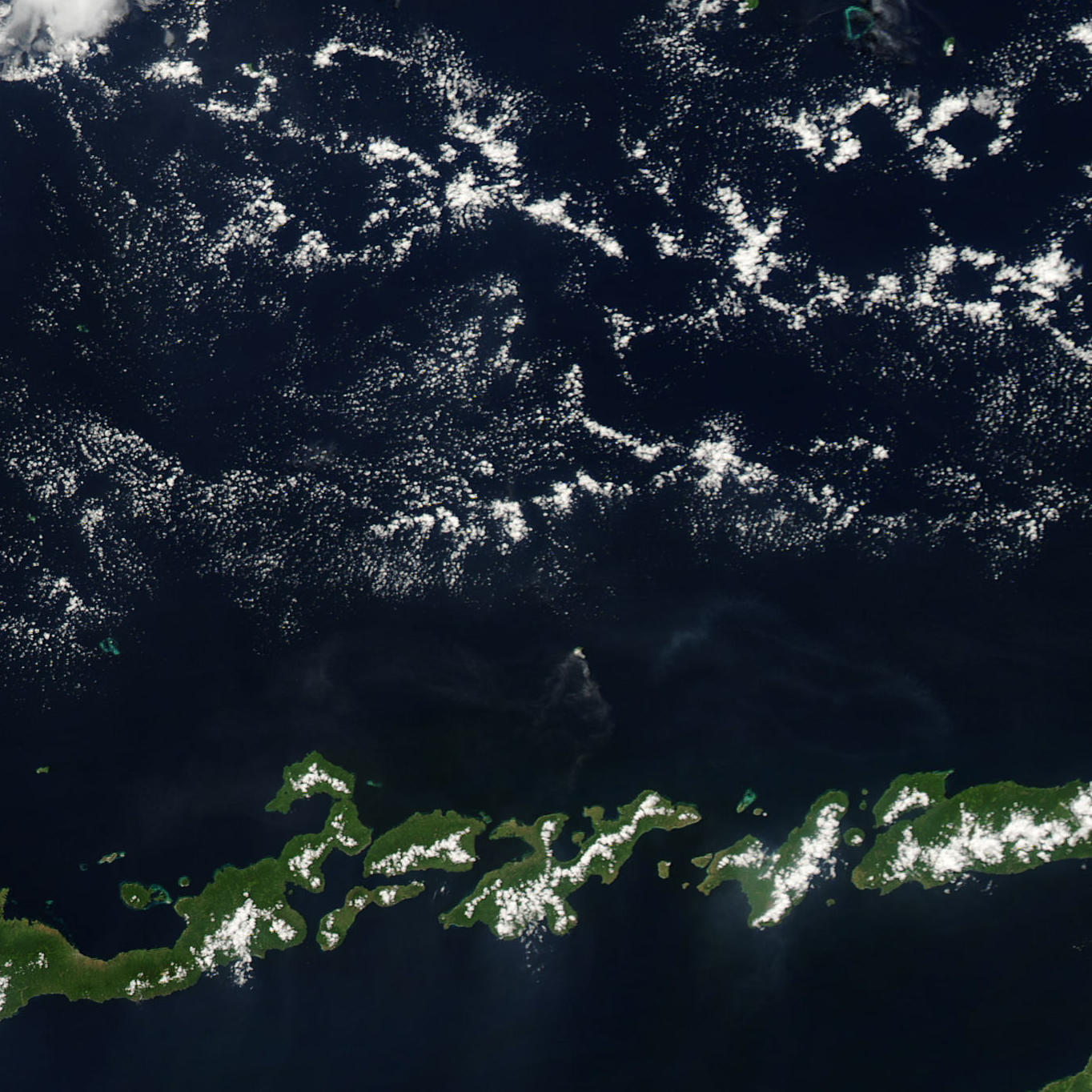
바투타라산

바투타라산(Batu Tara)은 인도네시아의 콤바섬에 있는 성층 화산 봉우리로, 활화산이다. 이 화산 봉우리는 지금도 분화를 반복하고 있으며, 산허리에 분화구가 있다.